# Буршайд (замок)
Буршайд (нем. Burg Bourscheid) — средневековый замок на севере Люксембурга. Замок находится в округе Дикирх в двух километрах от городка Буршейд. Это крупнейший замковый комплекс в Люксембурге.

## Расположение
Замковый комплекс построен на высоком скалистом холме над долиной реки Зауэр. Самая высокая точка замка находится на высоте 379,8 метра над уровнем моря.

## История

### Ранний период
Замок Буршайд впервые упоминается в 1095 году как собственность Бертрама фон Буршайда. Бертрам был фогтом в аббатства Эхтернах и, вероятно, замок был предоставлен ему в качестве феода. При этом в документе идёт речь о том, что Бертрам изгнан из аббатства, потому что стал вести себя так как хозяин, а не нанятый для охраны рыцарь.
Ряд косвенных письменных источников, а также проведённые с 1986 по 1992 год археологические раскопки свидетельствуют, что каменный замок был построен ещё около 1000 года на месте прежнего деревянного укрепления. По первоначальному замыслу крепость предназначалась для того, чтобы окрестные крестьяне имели возможность найти спасение во время вражеских вторжений. Но выгодное стратегическое положение сделало Буршайд важной крепостью и роскошной резиденцией.

### XVI—XVIII века
Род фон Буршайд владел замком до 1512 года. За предшествующие два века многие представители этой семьи сумели побывать на высших постах в графстве Люксембург. Владения рода за это же время значительно расширились.
Последний представитель рода по мужской линии Бернхард IV Буршайдский, не имея наследников, завещал свои обширные владения двум родным сёстрам: Марии фон дем Вайхер цу Никених (после замужества оказавшейся в дворянском роду Вайхер цу Никених) и Вильгельмине фон дер Нойербург (после замужества — в роду фон дер Нойербург.
В результате через несколько поколений имение оказалось разделено между многочисленным членами семей Меттерниха-Зивель, Зант фон Мерль, Ар и Шварценбург.
В 1626 году Ганс Герхард фон Меттерних сумел объединить все земли имения Буршайд в своих руках. Таким образом замок и окрестные земли оставались собственностью рода Меттерних в течение трёх последующих поколений. Однако Хуго Франц Вольф фон Меттерних (правнук Ганса Герхарда), остро нуждавшийся в деньгах, решил продать поместье. Новым собственником в 1753 году стал Констанс де Мателин де Ролли. Но не все в роду фон Меттерних смирились с утратой родовых владений и замка. Племянница Хуго Франца Вольфа по имение Мария Терезия фон Эльц-Родендорф начала судебный процесс от имени родственников по линии фон Меттерних. Разбирательство длилось почти 10 лет. И в итоге суд постановил разделить имение таким образом, чтобы в общей сложности 4/5 земель и зданий перешли в собственность Марии Терезии. А в 1795 году решительная женщина смогла приобрести оставшуюся долю.

### XIX и XX века

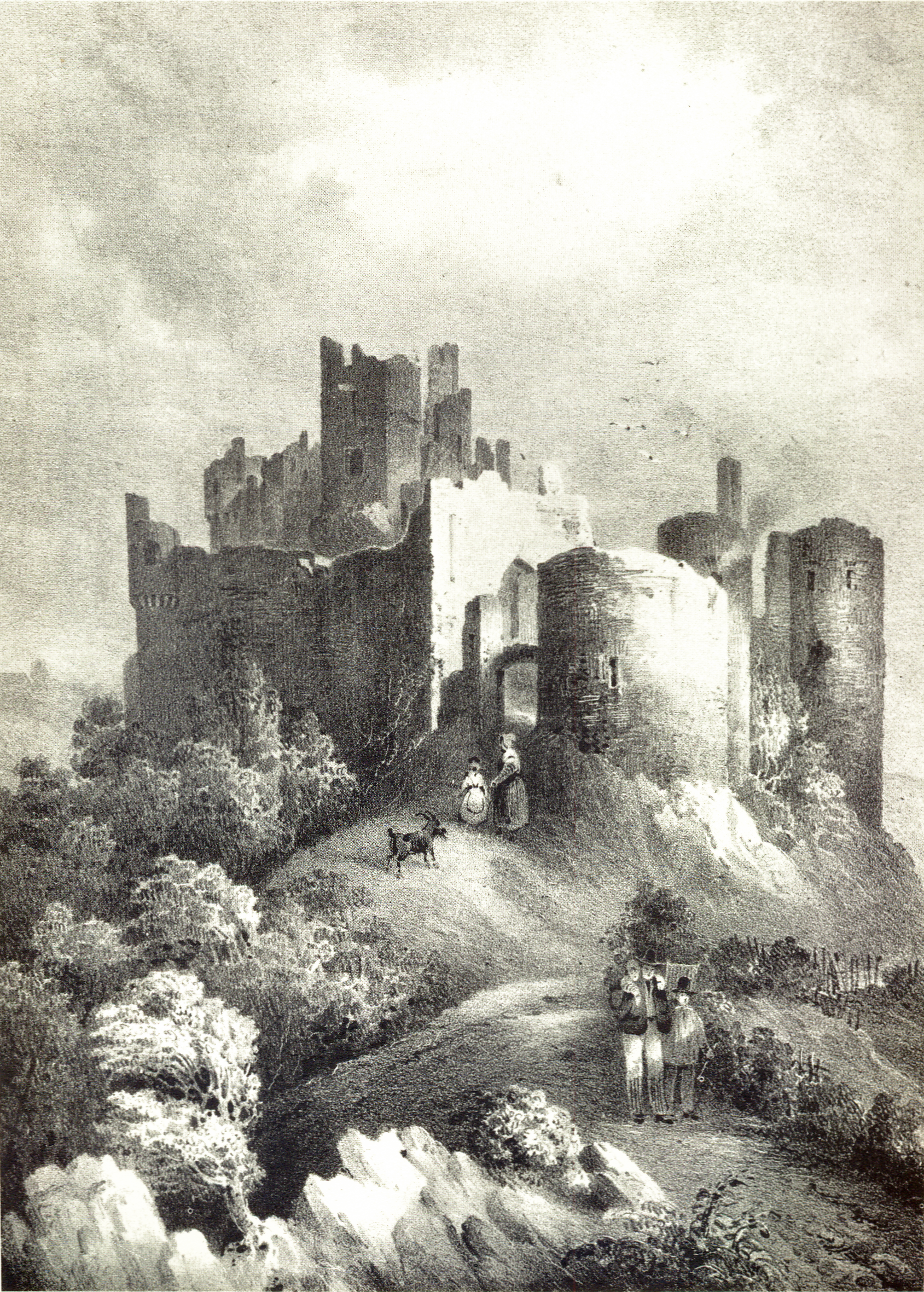
Руины замка на рисунке 1834 года

Ещё в XVIII веке замок Буршайд стал приходить в упадок. Поддержание обширного комплекса в хорошем состоянии требовало значительных расходов. Но собственники не имели возможности и желания тратиться на ремонт стен и зданий. Ещё более безнадёжной ситуация оказалась после начала Великой французской революции и вторжения революционных войск. Французы начали конфискацию прежних владений у родовитой знати. В 1803 году обветшавшую крепость покинул последний управляющий. Комплекс опустел.
В 1812 году замок был выставлен на аукцион. Предполагалось использовать бывшую крепость как склад стройматериалов. За последующие десятилетия замок пришёл в полный упадок. К середине XX века он практически лежал в руинах. От былого величия не осталось и следа.
В 1936 году Буршайд был объявлен историческим памятником. Наконец в 1972 году власти Люксембурга выкупили руины. После этого начался процесс ремонта и реставрации комплекса. К началу XXI века замок Буршайд был почти полностью восстановлен. Управление комплексом передано специальному фонду Amis du Château de Bourscheid («Друзья замка Буршайд»).

## Описание
Общая площадь, которую занимает замок, превышает 12 000 квадратных метров. По этому показателю Буршайд является крупнейшей крепостью Люксембурга.
Замок делится на верхний три части: Верхний замок, Нижний замок и форбург (Внешний замок). Верхний замок является самой старой частью комплекса. Он был построен между 1000 и 1300 годами. Здесь возведена внушительная крепость, обширный дворец с просторным рыцарским залом и роскошными покоями представителей рода фон Буршайда. Здесь же находится и замковая часовня. В последний раз её существенно расширили в XVII веке. Сегодня от прежних зданий остались только сама крепость и просторные погреба под руинами. Возникшие с западной стороны от Верхнего замка хозяйственные и жилые постройки (здесь селились и работали ремесленники, кузнецы, оружейники) в XIV веке были обнесены кольцевой стеной с башнями. Так сложился Нижний замок. Со временем он стал мощной крепостью с двойной кольцевой стеной, которую защищали шесть башен и несколько бастионов.
В 1384 году в Нижнем замке было завершено строительство так называемого дома Штольцембург. Это четырёхэтажное здание стало играть роль главной резиденции семьи фон Буршайд.
К 1477 году завершились работы по расширению и модернизации замка. Со стороны наиболее вероятного нападения был построен форбург. Это позволяло обеспечить надёжную оборону единственной дороги, ведущей к замку. Во внешнем замке была создана дополнительная система фортификационных сооружений, которая включала прочные стены с четырьмя башнями, большой артиллерийский бастион, глубокий ров между и подъемный мост. В таком виде крепость была практически неприступной.
После XV века радикальных реконструкций комплекса не производилось. В целом с той поры он оставался неизменным (если не считать разрушений).

## Галерея

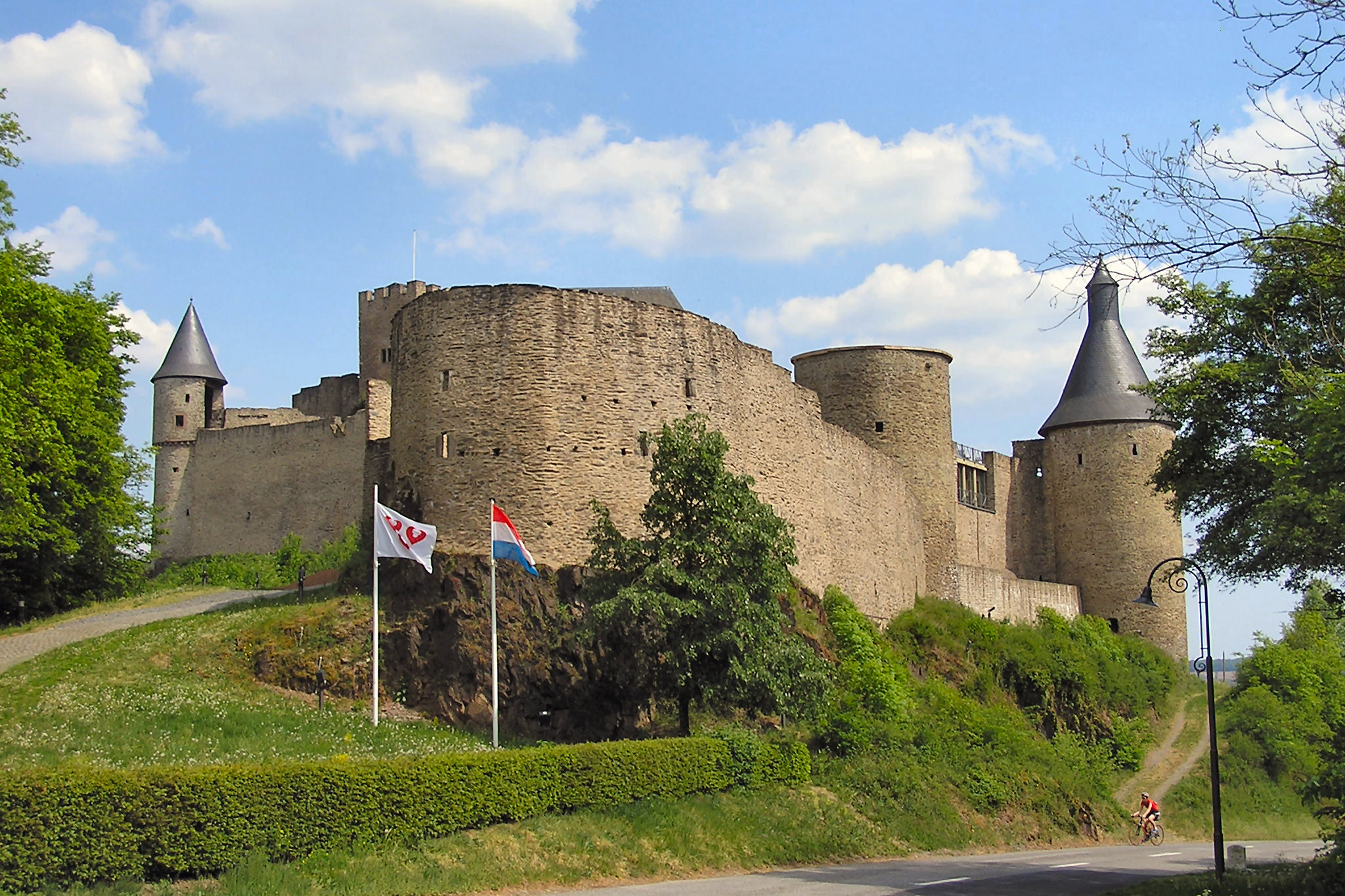
Вид замка с западной стороны
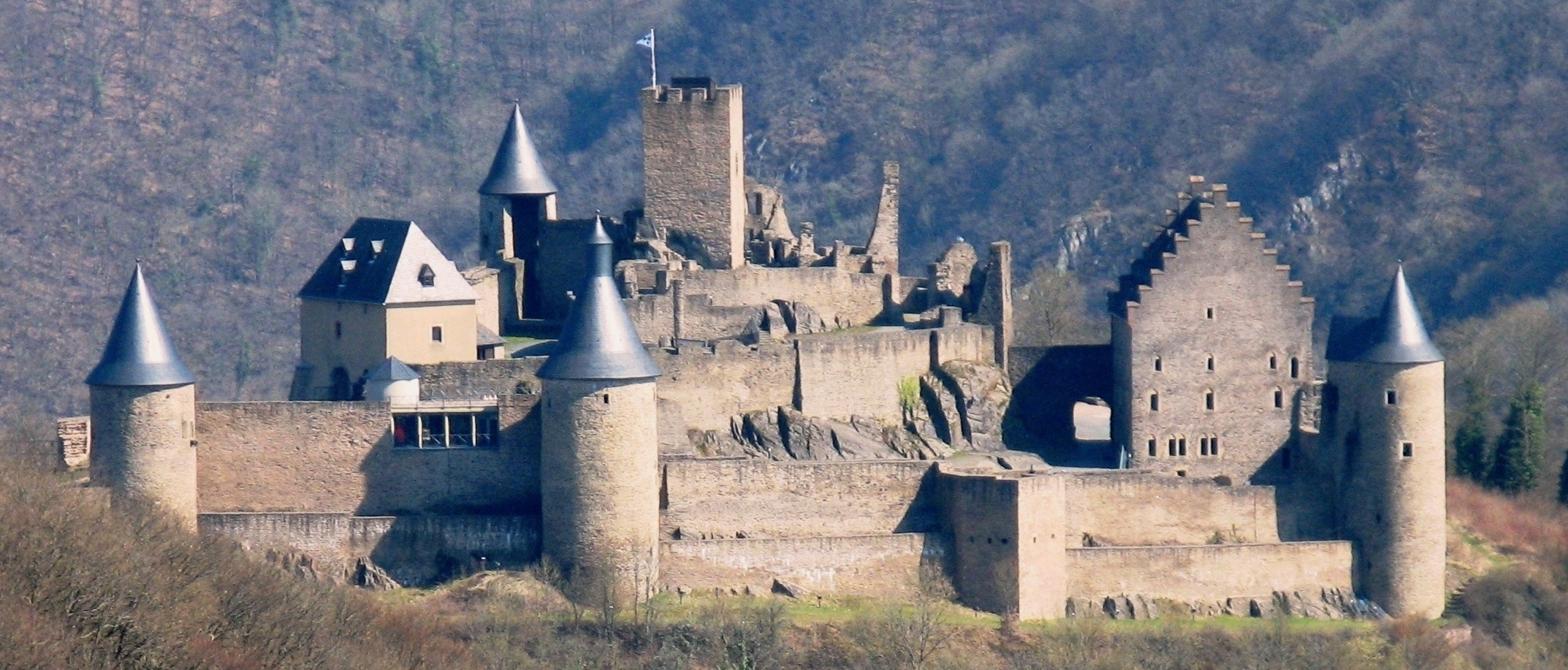
Общий вид замка
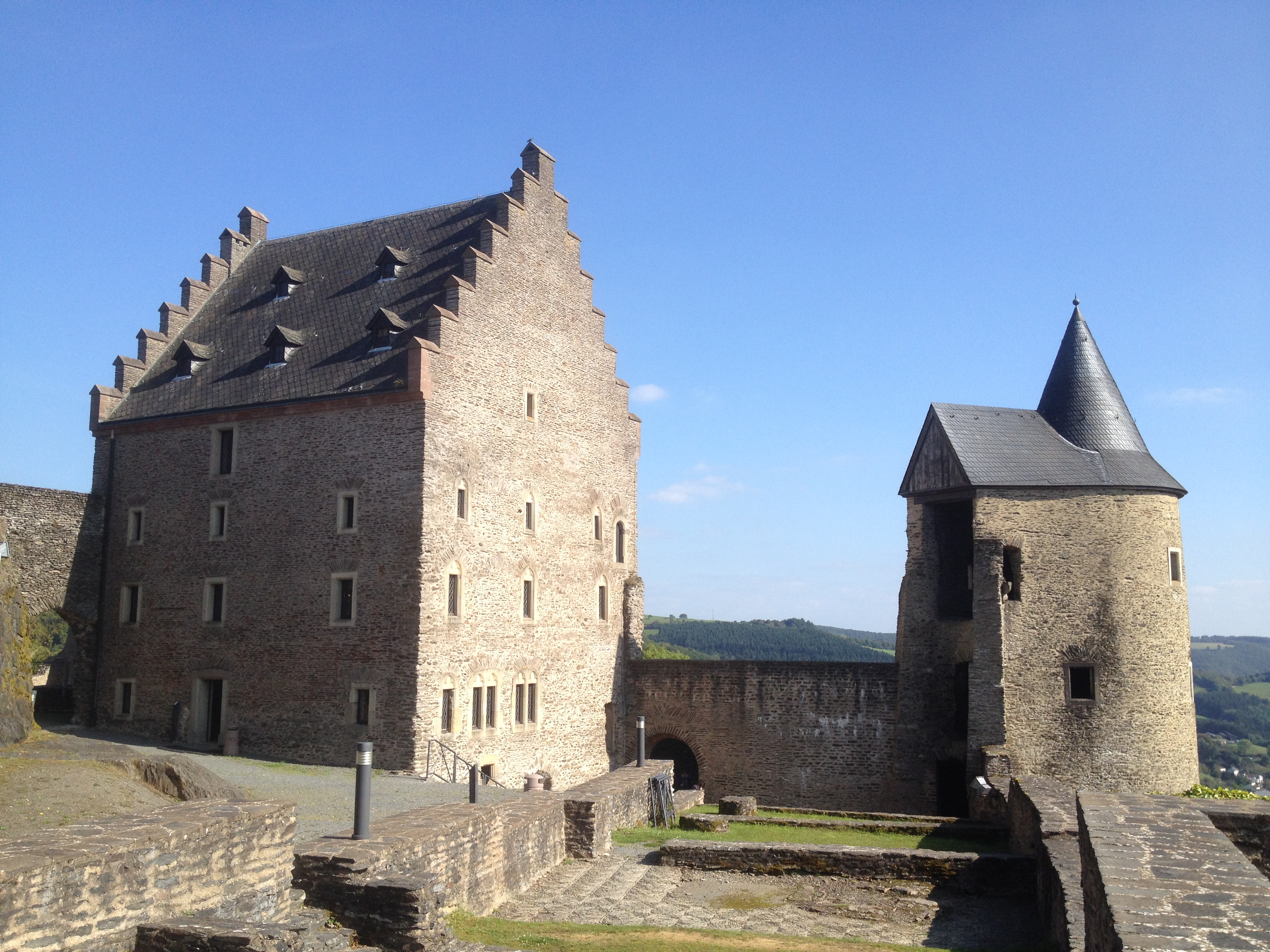
Штольцембург (бывшая резиденция владельцев)
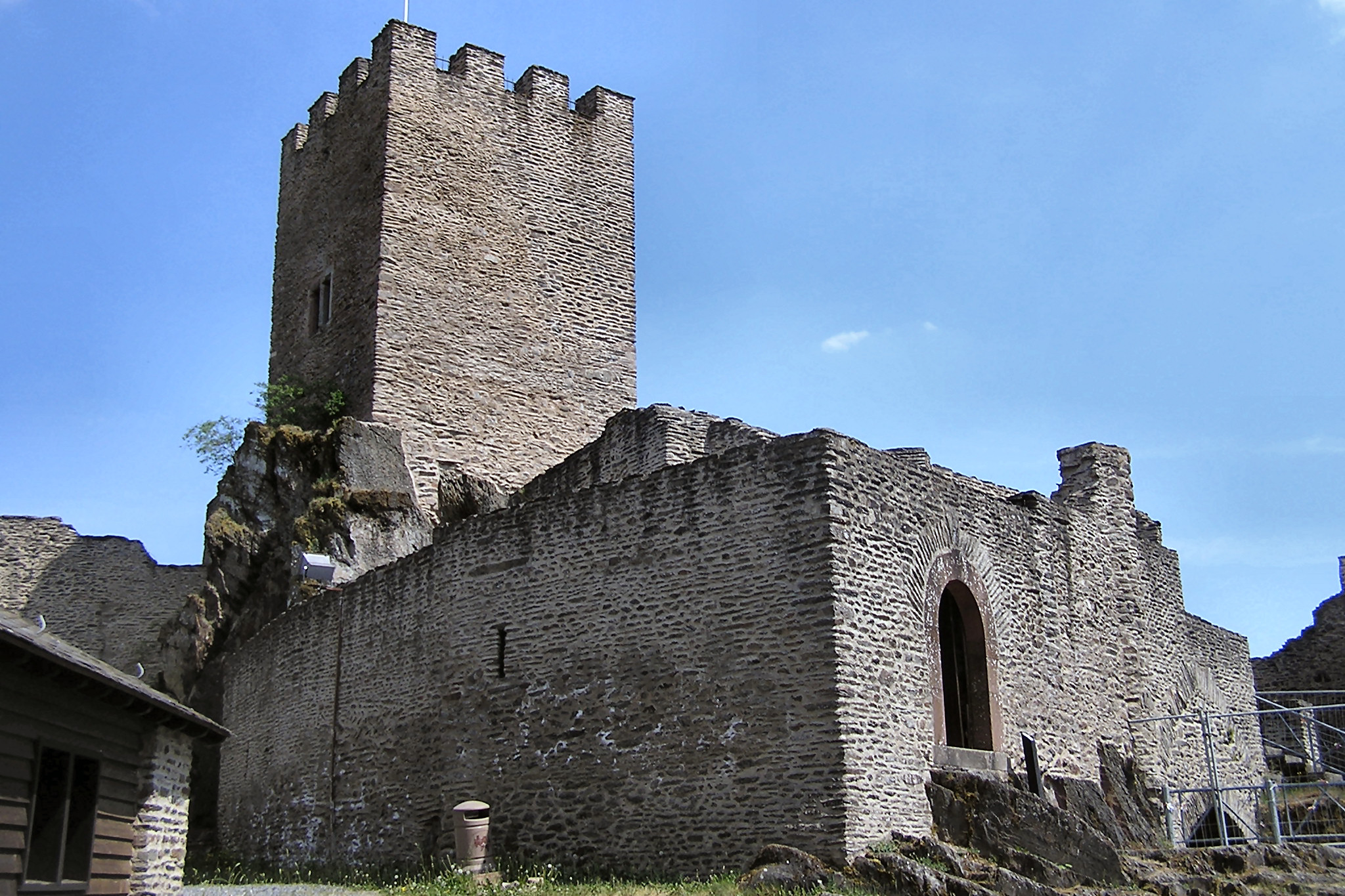
Бывший бергфрид замка
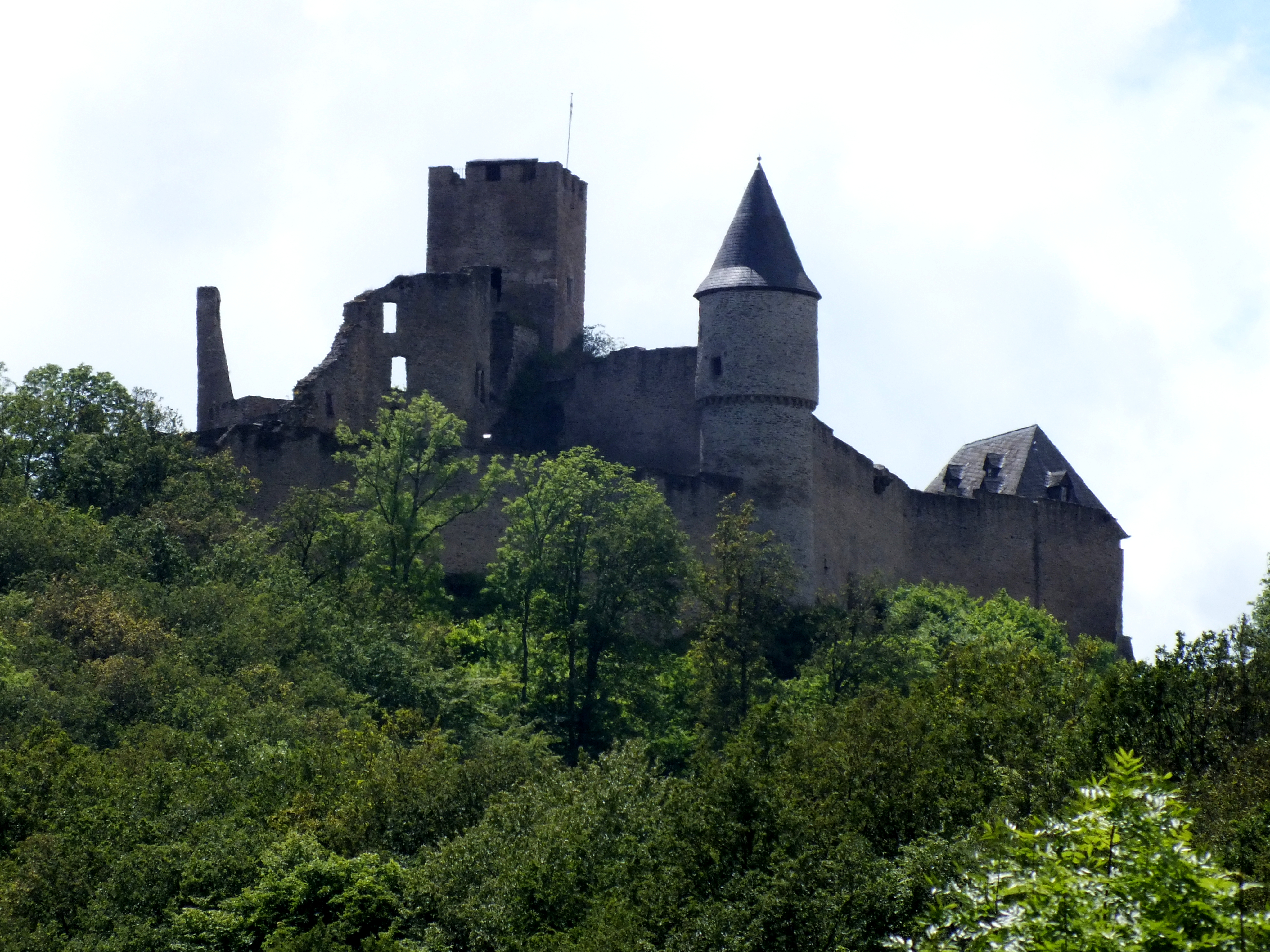
Вид замка снизу